# Marcel Fournier
Marcel Fournier (* 2. März 1914 in Annecy; † 6. Januar 1985) war ein französischer Unternehmer.

## Leben
Fournier stammte aus einer Kaufmannsfamilie in Annecy. Seine Eltern waren Groß- und Einzelhändler in Strumpf- und Kurzwaren. Mit 18 Jahren wurde er im Geschäft seiner Eltern tätig. Bei einer USA-Reise im Jahr 1950 lernte er die dortigen Selbstbedienungsläden kennen. Letztlich ausgehend von dieser Erfahrung gründete er 1959 gemeinsam mit Denis Defforey und Jacques Defforey das französische Einzelhandelsunternehmen Carrefour, wobei die Initiative von Denis' älterem Bruder Louis Defforey ausging. Später wurde er PDG des Konzerns, von dessen Spitze er sich 1979 im Alter von 65 Jahren zurückzog.